# Martin Pluto
Martin Pluto, né le 13 janvier 1998 à Jurmala, est un coureur cycliste letton. Il évolue au sein de l'équipe À Bloc CT.

## Biographie
En 2021, il participe aux championnats du monde élites, où il abandonne lors de la course en ligne.

## Palmarès et résultats

### Palmarès par année
- 2016
  -  Champion de Lettonie du contre-la-montre juniors
- 2017
  - 3e du championnat de Lettonie sur route espoirs
- 2018
  -  Champion de Lettonie sur route espoirs
- 2019
  - 5e étape du Tour du lac Poyang
- 2022
  - Midden-Brabant Poort Omloop
  - 3e du Mémorial Andrzej Trochanowski
- 2023
  - 3e de l'Arno Wallaard Memorial
  - 3e du Tour d'Overijssel

### Classements mondiaux
| Année           | 2018 | 2019 | 2020 | 2021 |
| --------------- | ---- | ---- | ---- | ---- |
| UCI Europe Tour | 876e |      |      | 594e |